# 明宝ハム

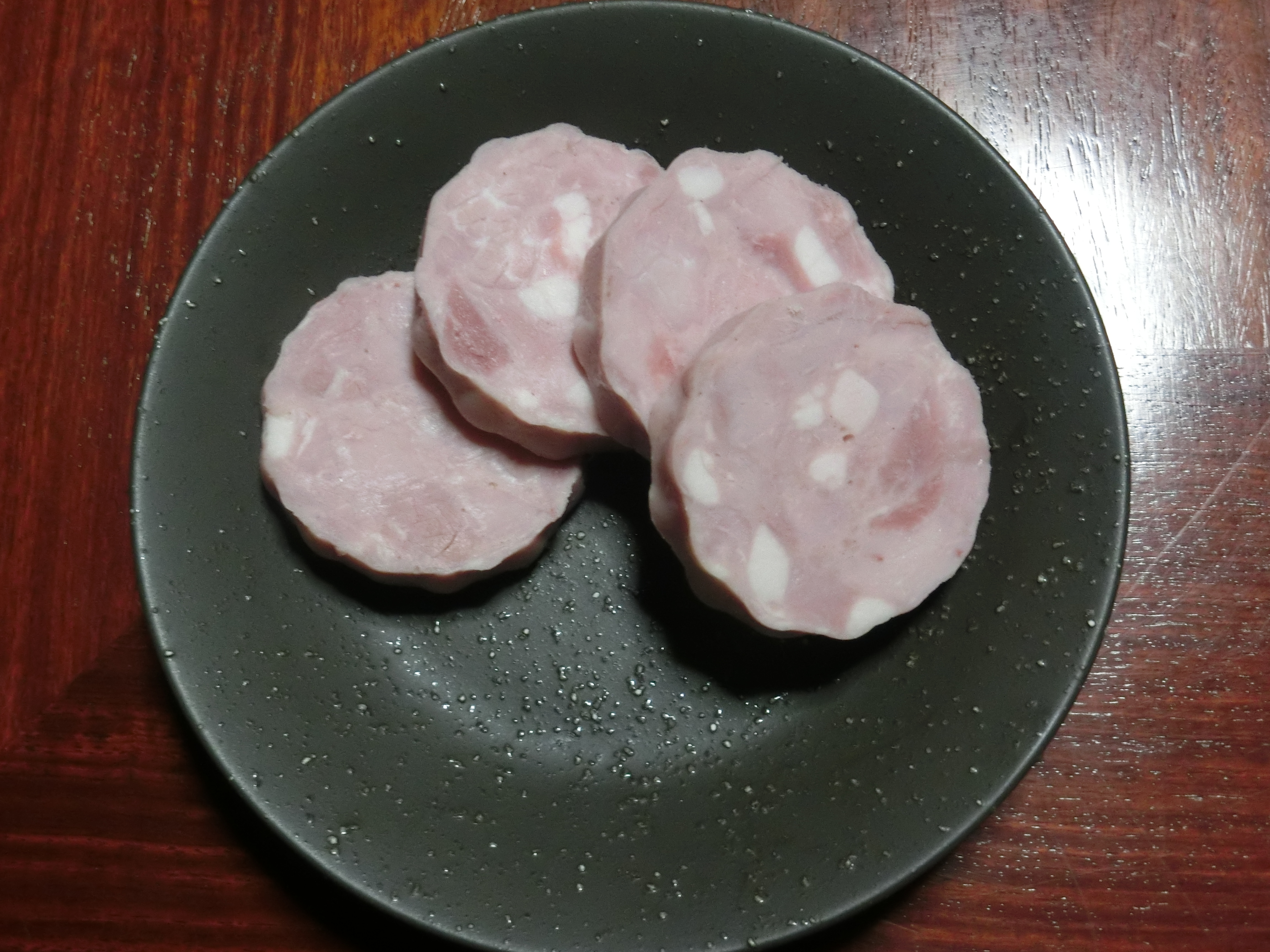
明宝ハム

明宝ハム（めいほうハム）は、岐阜県郡上市明宝気良47-3にある第三セクター「明宝特産物加工株式会社」の通称であり、この会社で生産されているハムの名称である。

## 明宝ハムの特徴
国産豚肉を100%使用し、添加物や保存料を極力使用していないプレスハムである。現在はスモークドハムやソーセージ等もある。

## 歴史
- 1953年（昭和28年） - 畜産振興と山間地の食改善を目的として、岐阜県郡上郡奥明方村（後の明方村→明宝村、現郡上市）の奥明方農協加工所で明方ハムの名で生産開始。主に郡上郡八幡町（現郡上市）で販売。
- 1973年（昭和48年） - 奥明方農協を含む郡上郡南部4カ町村の7農協が合併して「郡上農業協同組合」（以下、郡上農協）が誕生。明方ハムの製造販売は郡上農協に引き継がれる。
- 1980年（昭和55年） - NHKの明るい農村で紹介されたことから全国に名が知られる。
- 1986年（昭和61年） - 明方村は明方ハムへの補助事業化を決定するが、逆に郡上農協（現めぐみの農協）はこれを断り、事業拡大のため就業人口の多い郡上郡八幡町への工場移設を決定。明方村はこれに反発、過疎化が深刻化する中で住民の雇用促進と村の活性化のため独力での生産を計画する（ちなみに、当時の明方村長は郡上農協の理事でもあった）。
- 1988年（昭和63年） - 明方村を中心として第三セクター「明方特産物加工株式会社」を設立し、明宝ハムの生産開始。
- 1992年（平成4年） - 村名が明宝村に改名され、これに伴い会社名も明宝特産物加工株式会社に変更する。
- 2018年（平成30年）1月22日 - 現在の本社工場を竣工、所在地を「岐阜県郡上市明宝気良33-2」へ移転。

## 明方ハムとの関係
郡上市の特産品には、明宝ハムの他に明方ハム（みょうがたハム）も存在する。これは、元々明方ハムとして生産していた商品が事業の運営方針の関係で、新たに明宝ハムが生産されたためである。
従って、明方村（後の明宝村、現在の郡上市明宝）が中心となって運営しているのが明宝特産物加工株式会社が製造する「明宝ハム」であり、めぐみの農協が中心となってハムの製造事業を運営しているのが「明方ハム」である。
明宝ハムは全国的に流通しているのに対し、明方ハムはその殆どが岐阜県内でしか流通しない。この販路の違いについて、元々農協の方針として明方ハムに希少価値をつけるために生産数を制限していたのに対し、明宝ハムは積極的に拡販を図ったことに由来するものだった。そのためかつては郡上郡（現在の郡上市）外ではプレミア価格で売られていた明方ハムともども、現在では大規模小売店では希望小売価格よりも数百円安で売られている。
また明方ハムという単一商品しか販売しなかった農協に対し、明宝特産物加工株式会社はソーセージなど姉妹商品の開発にも熱心であった（ただし、近年は明方ハムも盛んに姉妹商品を拡充している）。
明宝村が合併で郡上市となってからは徐々に和解も進み、明宝ハムと明方ハムとのセット製品も出るようになった。

## 広告

### CMについて
- テレビCMに関しては、以前は明宝ハムの社長が出演する数パターンのCMが有名で、長年放送されていた。2007年7月からはアニメバーションに変更した。2010年までのアニメバージョンでは豚の3兄弟がオリジナルCMソングを歌い、最後にハム!ハム!　めいほ～うハム！と締める。2012年4月からはEtt（エット）が歌うアニメーションCMに変更されている（前述の豚の3兄弟は出演しない）。2015年頃より郡上市明宝周辺のロケによるドラマ仕立てのCMが放送されており、2018年より岐阜県出身の俳優・酒井敏也をメインキャストに起用したドラマ仕立てのCMが放送されている。
- ラジオCMも制作されており、中京広域圏のAM局で放送されている。2012年現在5バージョンある。そのうちの4バージョンはEttの歌う曲がBGMで使用されている。1バージョンは長年使用されているもので、東海ラジオ放送でのみ使用されている。蟹江篤子が歌い、「幻の明宝ハム」というキャッチフレーズも使われている。

### その他
- ナゴヤドーム→バンテリンドーム ナゴヤ － 天井付近の広告掲示ポイント（社名である「明宝特産物加工」名義）
- 石川県立野球場 － 2009年6月16日に行われた中日対ソフトバンク戦で、バックネット裏・広告掲示ポイントに「明宝ハム」で看板を設置。
- 学生落語王者決定戦てんしき杯 - 岐阜市で2010年～2018年に行われていた大学生の落語選手権を後援していた。

### 明宝ハムのCMを流している中京広域圏外の局
- 静岡放送
- テレビ静岡
- あさひテレビ
- Daiichi-TV
- 北日本放送
- 北陸放送
- 福井放送